# Leucanopsis potamia
Leucanopsis potamia là một loài bướm đêm thuộc phân họ Arctiinae, họ Erebidae.